# Miguel María Lasa
Miguel María Lasa Urquía (* 2. November 1947 in Oiartzun, Provinz Gipuzkoa) ist ein ehemaliger spanischer Radrennfahrer.
Als Amateursportler nahm Lasa an den Olympischen Sommerspielen 1968 in Mexiko-Stadt teil und wurde mit dem spanischen Team im Mannschaftszeitfahren zusammen Zwölfter Nemesio Jiménez, José Gómez und José Antonio González Linares sowie im Straßenrennen 42.
Lasa war von 1969 bis 1981 Profisportler. In dieser Zeit gewann er unter anderem die Gesamtwertungen der Katalanische Woche 1972 und der Baskenland-Rundfahrt 1974.
Bei neun Teilnahmen an der Vuelta a España konnte er sich achtmal unter den ersten zehn platzieren, 1972 und 1977 wurde er Zweiter, 1974 und 1975 Dritter. Insgesamt gewann er bei der Spanienrundfahrt sechs Etappen und 1975 die Punktewertung.
Beim Giro d’Italia gewann Lasa insgesamt vier Etappen. 1970 wurde er Gesamtachter, 1972 und 1975 jeweils Neunter.
Bei der Tour de France gewann er 1976 und 1976 jeweils eine Etappe.

## Erfolge
1969
- Prueba Villafranca de Ordizia
- Spanischer Meister – Berg

1970
- zwei Etappen Valencia-Rundfahrt
- Sprintwertung Vuelta a Espana
- eine Etappe Giro d’Italia
- eine Etappe und Bergwertung Vuelta a los Valles Mineros

1971
- eine Etappe Asturien-Rundfahrt
- Gesamtwertung und eine Etappe Vuelta a Mallorca
- Spanischer Meister – Bergm
- drei Etappen Baskenland-Rundfahrt
- eine Etappe Katalonien-Rundfahrt

1972
- zwei Etappen Vuelta a España
- Gesamtwertung und eine Etappe Tour de Menorca
- Gesamtwertung und zwei Etappen Setmana Catalana de Ciclisme
- Spanischer Meister – Berg
- eine Etappe Giro d’Italia
- eine Etappe Katalonien-Rundfahrt

1973
- Gesamtwertung und eine Etappe Vuelta a Mallorca
- Klasika Primavera de Amorebieta

1974
- Clásica de Sabiñánigo
- Gesamtwertung und eine Etappe Baskenland-Rundfahrt
- GP Navarra
- drei Etappen Asturien-Rundfahrt
- eine Etappe Katalonien-Rundfahrt
- eine Etappe Vuelta a Mallorca

1975
- Gesamtwertung und eine Etappe Tour de Corse cycliste
- Gran Premio Pascuas
- Gesamtwertung und drei Etappen Asturien-Rundfahrt
- Kombinationswertung Baskenland-Rundfahrt
- zwei Etappen und  Punktewertung Vuelta a Espana

1976
- eine Etappe Tour de France

1977
- Gesamtwertung Vuelta a Segovia
- eine Etappe Setmana Catalana de Ciclisme
- zwei Etappen Baskenland-Rundfahrt
- eine Etappe Asturien-Rundfahrt

1978
- GP Navarra
- eine Etappe Setmana Catalana de Ciclisme
- eine Etappe Tour de France
- Prueba Villafranca de Ordizia
- Trofeo Masferrer
- eine Etappe Katalonien-Rundfahrt

1979
- eine Etappe Vuelta a Espana
- eine Etappe Asturien-Rundfahrt
- eine Etappe Baskenland-Rundfahrt
- eine Etappe Valencia-Rundfahrt
- Klasika Primavera de Amorebieta

1981
- eine Etappe Vuelta a Espana
- eine Etappe Giro d’Italia